# Staten Island
Staten Island (pronunție, [ˌstætənˈaɪlənd]) este o insulă, fiind parte constituentă, ca unul din cele cinci districte (borough) ale celui mai mare oraș american, New York City, statul omonim, New York, Statele Unite ale Americii. Amplasat în partea de sud-vest a orașului, Staten Island este cea mai sudică parte atât a orașului cât și a statului New York, cu Conference House Park aflându-se în extremitatea sudică a insulei. Districtul este separat de New Jersey prin strâmtorile Arthur Kill și Kill Van Kull, și de restul New Yorkului prin New York Bay. Cu o populație estimată în 2016 de 476,015, Staten Island este cel mai puțin populat dintre districte, dar este al treilea cel mai mare ca suprafață cu o suprafață de 58 mi2 (150 km2). Staten Island este singurul district din New York cu majoritate albă non-hispanică. 
Districtul este același cu districtul Richmond iar până în 1975 se făcea referire la el ca Borough of Richmond (districtul/orașul/târgul Richmon). Steagul său a fost mai târziu schimbat pentru a oglindi aceasta. Staten Island este uneori numit „districtul uitat” de locuitori care se simt neglijați de guvernul orașului⁠(d).
North Shore—în special sectoarele Sf. George, Tompkinsville, Clifton și Stapleton—este cea mai urbană parte a insulei; cuprinde proiectatul District Istoric Sf. George și Bulevardul Sf. Paul-Districtul Istoric Stapleton Heights, ce prezintă mari case victoriene. East Shore este casa F.D.R. Boardwalk, de 2,5 mile (4 km), al patrulea cel mai lung boardwalk din lume. South Shore, locul unei așeări olandeze și franceze hughenote în secolul 17, s-a dezvoltat rapid începând cu anii 1960 și 1970, iar acum are în cea mai parte un caracter de suburbie. West Shore este cea mai puțin populată și mai industrială parte a insulei. 
Staten Island a avut depozitul de deșeuri Fresh Kills, care a fost cel mai mare depozit de deșeuri⁠(d) din lume înainte de a fi închis în 2001, dar a fost temporar redeschis în același an pentru a fi aduse dărâmăturile cauzate de atacurile de la 11 septembrie. Depozitul este reconstruit ca Parcul Freshkills, o suprafață dedicată restabilirii habitatului; când va fi terminat, parcul va deveni al doilea cel mai mare parc public din New York City.

## Geografie, administrație
Borough Staten Island coincide fizic, geografic și administrativ cu comitatul Richmond, cel mai sudic comitat al statului american New York. Până în 1975, districtul a fost numit oficial The Borough of Richmond.  Staten Island a fost uneori numit "districtul uitat" (conform, "the forgotten borough") de către locuitorii săi care se simt neglijați de guvernul orașului.
Ca diviziune administrativă, Staten Island a luat ființă la 25 ianuarie 1898 prin unirea comitatelor Manhattan, Brooklyn, Queens și Bronx.